# Guillem Ramon II de Montcada
Guillem Ramon II de Montcada (segle xii – 1228), baró d'Aitona i senescal de Barcelona, fou un noble i militar català.

## Biografia
Fill petit de Ramon I de Montcada, senyor de Tortosa, de qui heretà la senescalia. Es va prometre el 1212 amb Constança d'Aragó, filla natural de Pere el Catòlic, i s'hi casà el 1222. Rebé com a dot les baronies d'Aitona, Seròs, Mequinensa i Albalat de Cinca. D'aquest matrimoni nasqueren * Pere I de Montcada i d'Aragó, baró d'Aitona; Ramon de Montcada i d'Aragó, senyor d'Albalat de Cinca, i Guillem de Montcada i d'Aragó, bisbe de Lleida.
Va donar suport a Guerau IV de Cabrera pels drets de possessió del comtat d'Urgell a la mort d'Ermengol VIII. El 1212 va participar al costat de Pere el Catòlic en la conquesta del Racó d'Ademús, durant el Setge de Castellfabib i el Setge d'Al-Dāmūs. El 1218 succeí Sanç de Barcelona i d'Aragó en la procuradoria del regne.